# Mesoleptus labilis
Mesoleptus labilis là một loài tò vò trong họ Ichneumonidae.